# Lumijoki kyrka
Lumijoki kyrka (finska: Lumijoen kirkko) är en kyrkobyggnad i Lumijoki i Norra Österbotten. Kyrkan tillhör Lumijoki församling i Uleåborgs stift inom Evangelisk-lutherska kyrkan i Finland. Kyrkan färdigställdes år 1890.

## Historia
Ortens första kyrka byggdes på 1620-talet. När den ansågs vara för liten uppfördes Lumijokis andra kyrka år 1816. Den var en korskyrka av trä. Kyrkan förstördes av ett blixtnedslag och brand år 1882.
Den nuvarande kyrkan är ortens tredje och ritades av arkitekt Johan Lugvig Lybeck. Den stod färdig år 1889 och invigdes den 3 augusti 1890.